# Atalanta Bergamasca Calcio 1962-1963
Questa voce raccoglie le informazioni riguardanti l'Atalanta Bergamasca Calcio nelle competizioni ufficiali della stagione 1962-1963.

## Stagione
La storica annata 1962-1963 è ricordata dai tifosi orobici per l'affermazione in Coppa Italia, per 61 anni il più importante trofeo vinto dalla società bergamasca: dopo aver eliminato il Como, il Catania, umiliato il Padova ed il Bari, nella finale di Milano del 2 giugno 1963 la formazione bergamasca superò nettamente il favorito Torino (3-1) grazie a una tripletta di Angelo Domenghini.
In campionato i nerazzurri bergamaschi affidati all'allenatore Paolo Tabanelli si erano similmente ben comportati, ottenendo 34 punti e classificandosi con un lusinghiero ottavo posto, alla pari con Spal e Torino, nel torneo che ha laureato Campione d'Italia l'Inter con 49 punti davanti alla Juventus seconda con 45 punti ed al Milan terzo con 43 punti. Miglior marcatore stagionale atalantino è stato il brasiliano Dino Da Costa autore di 15 reti delle quali 12 in campionato e 3 in Coppa Italia. A fine stagione gli atalantini ben figurarono anche in un torneo internazionale franco, italo e svizzero, la Coppa delle Alpi, dopo aver eliminato il Biel/Bienne, il Servette di Ginevra e l'Inter raggiunsero la finale, perdendola di misura contro la Juventus.

## Rosa
| N. |                      | Ruolo | Calciatore           |
| -- | -------------------- | ----- | -------------------- |
|    | Italia (bandiera)    | P     | Zaccaria Cometti     |
|    | Italia (bandiera)    | P     | Pierluigi Pizzaballa |
|    | Italia (bandiera)    | D     | Franco Nodari        |
|    | Italia (bandiera)    | D     | Alfredo Pesenti      |
|    | Italia (bandiera)    | D     | Livio Roncoli        |
|    | Italia (bandiera)    | D     | Battista Rota        |
|    | Italia (bandiera)    | C     | Vittorio Carioli     |
|    | Italia (bandiera)    | C     | Umberto Colombo      |
|    | Italia (bandiera)    | C     | Piero Gardoni        |
|    | Danimarca (bandiera) | C     | Flemming Nielsen     |

| N. |                      | Ruolo | Calciatore          |
| -- | -------------------- | ----- | ------------------- |
|    | Italia (bandiera)    | C     | Giorgio Veneri      |
|    | Argentina (bandiera) | A     | Salvador Calvanese  |
|    | Danimarca (bandiera) | A     | Kurt Christensen    |
|    | Brasile (bandiera)   | A     | Dino da Costa       |
|    | Italia (bandiera)    | A     | Angelo Domenghini   |
|    | Italia (bandiera)    | A     | Arturo Gentili      |
|    | Italia (bandiera)    | A     | Luciano Magistrelli |
|    | Italia (bandiera)    | A     | Mario Mereghetti    |
|    | Italia (bandiera)    | A     | Enrico Nova         |
|    | Italia (bandiera)    | A     | Rinaldo Olivieri    |

## Risultati

### Serie A

#### Girone di andata
| Arbitro: | Roversi (Bologna) |

|                |           |              |
| Mereghetti 15’ | Marcatori | 31’ Da Silva |

| Arbitro: | Agonese (Mestre) |

|                        |           |                                           |
| Del Sol 23’ Sivori 78’ | Marcatori | 21’ Domenghini 34’ Colombo 54’ Mereghetti |

| Milano 30 settembre 1962 3ª giornata | Milan            | 0 – 0 | Atalanta | Stadio San Siro\| Arbitro: \| Bonetto (Torino) \| |
| Arbitro:                             | Bonetto (Torino) |       |          |                                                   |

| Arbitro: | Righetti (Torino) |

|                                      |           |                      |
| Mereghetti 38’ (rig.) Domenghini 89’ | Marcatori | 14’ Azzali 41’ Bartù |

| Arbitro: | Genel (Trieste) |

|                 |           |  |
| Petris 36’, 76’ | Marcatori |  |

| Arbitro: | Gambarotta (Genova) |

|                |           |                                               |
| Mereghetti 10’ | Marcatori | 13’ Pascutti 28’ Bulgarelli 82’ (rig.) Haller |

| Arbitro: | De Marchi (Pordenone) |

|             |           |                             |
| Mazzola 12’ | Marcatori | 3’ Da Costa 65’ Christensen |

| Arbitro: | Grignani (Milano) |

|                   |           |                         |
| Da Costa 30’, 74’ | Marcatori | 23’, 65’ (rig.) Sormani |

| Bergamo 4 novembre 1962 9ª giornata | Atalanta         | 0 – 0 | Torino | Stadio Comunale\| Arbitro: \| Di Tonno (Lecce) \| |
| Arbitro:                            | Di Tonno (Lecce) |       |        |                                                   |

| Arbitro: | Babini (Ravenna) |

|                            |           |                            |
| Campana 6’ Zoppelletto 51’ | Marcatori | 9’ Da Costa 46’ Domenghini |

| Arbitro: | Rigato (Mestre) |

|          |           |             |
| Nova 46’ | Marcatori | 31’ Firmani |

| Arbitro: | Adami (Roma) |

|  |           |                             |
|  | Marcatori | 13’ Gentili 88’ Christensen |

| Arbitro: | Di Tonno (Lecce) |

|                    |           |                                                   |
| Bui 3’ Micheli 65’ | Marcatori | 26’, 35’ Da Costa 38’ Gentili 47’, 84’ Domenghini |

| Arbitro: | Varazzani (Parma) |

|             |           |  |
| Nielsen 20’ | Marcatori |  |

| Arbitro: | Roversi (Bologna) |

|                 |           |  |
| Petroni 7’, 60’ | Marcatori |  |

| Arbitro: | Jonni (Macerata) |

|                                |           |                     |
| Calvanese 17’, 87’ Nielsen 83’ | Marcatori | 44’ (rig.) Lojacono |

| Arbitro: | Francescon (Padova) |

|                       |           |             |
| Rosa 6’ Fraschini 32’ | Marcatori | 68’ Nielsen |

#### Girone di ritorno
| Arbitro: | Di Tonno (Lecce) |

|                              |           |  |
| Cucchiaroni 64’ Da Silva 87’ | Marcatori |  |

| Arbitro: | De Marchi (Pordenone) |

|                                            |           |                                                          |
| Da Costa 32’ Mereghetti 58’ Domenghini 63’ | Marcatori | 6’ Bruno Siciliano 41’ Sarti 55’, 69’, 83’ (rig.) Sivori |

| Arbitro: | Francescon (Padova) |

|                              |           |                              |
| Domenghini 33’ Calvanese 67’ | Marcatori | 5’ (aut.) Colombo 65’ Rivera |

| Arbitro: | Adami (Roma) |

|           |           |  |
| Bartù 68’ | Marcatori |  |

| Arbitro: | Sbardella (Roma) |

|  |           |                    |
|  | Marcatori | 20’ (aut.) Pesenti |

| Arbitro: | Angonese (Mestre) |

|              |           |  |
| Pascutti 88’ | Marcatori |  |

| Arbitro: | Marchese (Napoli) |

|            |           |  |
| Nielsen 5’ | Marcatori |  |

| Arbitro: | Grignani (Milano) |

|  |           |              |
|  | Marcatori | 82’ Da Costa |

| Arbitro: | Rigato (Mestre) |

|              |           |  |
| Ferretti 23’ | Marcatori |  |

| Arbitro: | Righetti (Torino) |

|                                  |           |                   |
| Da Costa 16’, 87’ Domenghini 34’ | Marcatori | 40’ (rig.) Stenti |

| Arbitro: | Adami (Roma) |

|                        |           |               |
| Germano 2’ Firmani 47’ | Marcatori | 81’ Calvanese |

| Arbitro: | Lo Bello (Siracusa) |

|                              |           |                    |
| Magistrelli 42’ Da Costa 50’ | Marcatori | 81’ (aut.) Gardoni |

| Arbitro: | Cataldo (Reggio Calabria) |

|                |           |  |
| Mereghetti 41’ | Marcatori |  |

| Arbitro: | Politano (Cuneo) |

|               |           |  |
| Borjesson 32’ | Marcatori |  |

| Bergamo 5 maggio 1963 32ª giornata | Atalanta            | 0 – 0 | Catania | Stadio Comunale\| Arbitro: \| Francescon (Padova) \| |
| Arbitro:                           | Francescon (Padova) |       |         |                                                      |

| Arbitro: | Cirone (Palermo) |

|             |           |          |
| Orlando 81’ | Marcatori | 57’ Nova |

| Arbitro: | Adami (Roma) |

|                          |           |             |
| Da Costa 46’ Nielsen 82’ | Marcatori | 85’ Corelli |

### Coppa Italia
| Arbitro: | Francescon (Padova) |

|                           |           |                                           |
| Carminati 74’ Morelli 84’ | Marcatori | 2’ Da Costa 53’, 93’ Domenghini 108’ Nova |

| Arbitro: | Varazzani (Parma) |

|                      |           |             |
| Christensen 37’, 70’ | Marcatori | 80’ Caceffo |

| Arbitro: | Roversi (Bologna) |

|                            |           |  |
| Da Costa 50’ Calvanese 60’ | Marcatori |  |

| Arbitro: | Marchese (Napoli) |

|              |           |  |
| Da Costa 57’ | Marcatori |  |

| Arbitro: | Sbardella (Roma) |

| |            |                                                                                        |
| Domenghini 4’, 48’, 81’                                                                              | Marcatori  | 83’ Ferrini                                                                            |
| Pizzaballa Pesenti Nodari Veneri Gardoni Colombo Domenghini Nielsen Calvanese Mereghetti Magistrelli | Formazioni | Vieri Poletti Buzzacchera Bearzot Lancioni Rosato Danova Ferrini Hitchens Peirò Crippa |

### Coppa delle Alpi
| Arbitro: | Mellet |

|                            |           |                                                  |
| Mauron 22’ Quattropani 55’ | Marcatori | 13’, 73’ Calvanese 44’ Da Costa 81’, 88’ Nielsen |

| Arbitro: | Francescon |

|                              |           |                                         |
| Rahis 29’ Pesenti 34’ (aut.) | Marcatori | 6’ Da Costa 75’ Magistrelli 85’ Pesenti |

| Arbitro: | Heimann |

|                |           |              |
| Cappellini 19’ | Marcatori | 74’ Da Costa |

| Arbitro: | Dienst |

|                                                   |           |                             |
| Bruno Siciliano 15’ Del Sol 50’ (rig.) Sivori 74’ | Marcatori | 8’ Da Costa 71’ Magistrelli |

## Statistiche

### Statistiche dei giocatori
| Giocatore      | Serie A  | Serie A | Coppa Italia | Coppa Italia | Totale   | Totale |
| Giocatore      | Presenze | Reti    | Presenze     | Reti         | Presenze | Reti   |
| -------------- | -------- | ------- | ------------ | ------------ | -------- | ------ |
| Z. Cometti     | 19       | ?       | 2            | ?            | 21       | ?      |
| P. Pizzaballa  | 9        | ?       | 4            | ?            | 13       | ?      |
| F. Nodari      | 3        | 0       | 2            | 0            | 5        | 0      |
| A. Pesenti     | 21       | 0       | 3            | 0            | 24       | 0      |
| L. Roncoli     | 30       | 0       | 3            | 0            | 33       | 0      |
| B. Rota        | 14       | 0       | 2            | 0            | 16       | 0      |
| S. Calvanese   | 13       | 4       | 3            | 1            | 16       | 5      |
| V. Carioli     | 4        | 0       | 0            | 0            | 4        | 0      |
| U. Colombo     | 34       | 1       | 5            | 0            | 39       | 1      |
| P. Gardoni     | 34       | 0       | 5            | 0            | 39       | 0      |
| F. Nielsen     | 31       | 5       | 4            | 0            | 35       | 5      |
| G. Veneri      | 4        | 0       | 2            | 0            | 6        | 0      |
| K. Christensen | 12       | 2       | 2            | 2            | 14       | 4      |
| D. da Costa    | 33       | 12      | 4            | 3            | 37       | 15     |
| A. Domenghini  | 33       | 8       | 3            | 5            | 36       | 13     |
| A. Gentili     | 8        | 2       | 1            | 0            | 9        | 2      |
| L. Magistrelli | 9        | 1       | 4            | 0            | 13       | 1      |
| M. Mereghetti  | 33       | 6       | 3            | 0            | 36       | 6      |
| E. Nova        | 19       | 2       | 2            | 1            | 21       | 3      |
| R. Olivieri    | 5        | 0       | 2            | 0            | 7        | 0      |